# 신사쿠라다이역
신사쿠라다이역(일본어: 新桜台駅, しんさくらだいえき)은 일본 도쿄도 네리마구에 있는 철도역이다.

## 타는 곳
| ↑ 고타케무카이하라 |
| 1 \| 2             |
| 네리마 ↓           |

| 1 | ■ 세이부 유라쿠초 선 | 고타케무카이하라・○유라쿠초 선 신키바・ ○ 후쿠토신 선 시부야 방면                   |
| 2 | ■ 세이부 유라쿠초 선 | 네리마・샤쿠지이 공원・호야・히바리가오카・ 기요세・도코로자와・고테사시・한노 방면 |

## 역세권 정보
- 일본 대학 예술학부
- 무사시 대학
- 무사시노 음악대학
- 무사시 중고등학교
- 도쿄 도도 제318호선

## 역사
- 1983년 10월 1일: 영업 개시.

## 인접역
| 세이부 철도 ■ 세이부 유라쿠초 선 | 세이부 철도 ■ 세이부 유라쿠초 선 | 세이부 철도 ■ 세이부 유라쿠초 선 |
| -------------------------------- | -------------------------------- | -------------------------------- |
| 네리마 한노 방면                 | ■쾌속 ■준급 ■보통                | 고타케무카이하라 이케부쿠로 방면 |